# グルマ＝ラロー圏
グルマ＝ラロー圏（グルマ＝ラローけん、フランス語：Cercle de Gourma-Rharous）は、マリ共和国の地方行政区画でトンブクトゥ州を構成する圏のひとつ。行政の中心地はラローにおかれる。下級単位のコミューンは8つあり、2009年の統計で人口は111,386人を数える。

## 地理
1999年以降、グルマ＝ラロー圏は37の村と147の入植地、そして9つの農村コミューンで構成される。圏内人口は約10万人で、主に遊牧民のトゥアレグ族とムーア人に、農業を営むソンガイ族から成っている。圏都は人口約3万人のラローであり、圏内は山羊、羊そして駱駝の生育に適している。他の家畜も多く飼われている。圏中央部に位置するゴシにある水源はトゥアレグの遊牧民が使用している。バンバラ・マウーデにあるバンゼナ湖（Banzena）には4月から6月にかけて乾期の終わりには象の貴重な水源としても知られる。

## 歴史
1970年後半、旱魃から逃れた難民達は耕作に適した湖の周りで農業を始め、ゴシに定住化する。
また、パリ・ダカール・ラリーの創始者ティエリー・サビーヌ（fr:Thierry Sabine）と同乗者で歌手のダニエル・バラヴォワヌ（fr:Daniel Balavoine）を乗せたヘリコプターが墜落した現場が圏内にある。

## コミューン
グルマ＝ラロー圏には以下のコミューンがある。
- バンバラ・マウーデ（fr:Bambara Maoudé）
- バニカーヌ（fr:Banikane）
- ゴシ（fr:Gossi）
- アムザコマ（fr:Hamzakoma）
- アリボノ（fr:Haribomo）
- イナディタファヌ（fr:Inadiatafane）
- ウイネルデン（fr:Ouinerden）
- ラロー（fr:Rharous）
- サレレ（fr:Serere）